# Jankovac (Sokolovac)
Jankovac falu Horvátországban Kapronca-Kőrös megyében. Közigazgatásilag Sokolovachoz tartozik.

## Fekvése
Kaproncától 11 km-re nyugat-délnyugatra, községközpontjától 5 km-re északra a Kemléki-hegység keleti lejtőin fekszik.

## Története
Lakosságát 1948-ban számlálták meg először, ekkor 150-en lakták. 2001-ben a falunak már csak 56 lakosa volt.

## Külső hivatkozások
Sokolovac község hivatalos oldala